# Ritsuko Kawai
Ritsuko Kawai (河井リツ子), née le 3 mars 1964 à Toyonaka, est l'auteure du manga pour enfant Hamtaro,.